# خورخي موريل
خورخي موريل (بالإسبانية: Jorge Morel)‏ هو عازف قيثارة وملحن أرجنتيني، ولد في 9 مايو 1931 في بوينس آيرس في الأرجنتين.

## وصلات خارجية
- خورخي موريل على موقع ميوزك برينز (الإنجليزية)
- خورخي موريل على موقع ديسكوغز (الإنجليزية)